# Igreja de Nossa Senhora das Necessidades
A Igreja de Nossa Senhora das Necessidades é uma edificação histórica localizada na sede do distrito de Santo Antônio de Lisboa, cidade de Florianópolis.
Foi construída entre 1750 e 1756. A igreja tem uma fachada simples e um interior rico em elementos artísticos e arquitetônicos, com destaque para a talha característica do período de transição entre o Barroco e o Rococó.
Possui a única pia batismal em madeira da Ilha de Santa Catarina.
Existe também um santuário da Nossa Senhora das Necessidades em Benfeita (Arganil) e alem desses existe uma paroquia totalmente dedicada a nossa senhora das necessidades na cidade de Piracema Minas Gerais  cidade com cerca de 10 mil habitantes pertencente a diocese de Oliveira (a cidade de Piracema fica cerca de 100km de Belo Horizonte)

## Leituras adicionais
- Jornal Notícias do Dia (Florianópolis) edição do dia 27 e 28 de janeiro de 2007 página 9.     • Mateus Santos morador da cidade de piracema mg cidade onde existe a maior igreja dedicada ao titulo do brasil.(08/09/2020)